# 島 (テレビドラマ)
『島』（しま）は、東海テレビ制作・フジテレビ系列で、1973年6月25日 - 9月14日に放送された昼ドラマである。

## 概要
無人島に住む男に別れた人妻が訪ねる。
ロケは沖縄県国頭郡本部町瀬底。

## キャスト
- 結城加寿子 - 北川めぐみ
- 柴田美知夫 - 明石勤

## スタッフ
- 監督 - 真船禎[1]、平野一夫[1]
- 脚本 - 佐々木守[1]
- 撮影 - 椎塚彰[1]
- 撮影助手 - 飯田哲也[1]、小山勇[1]
- 照明 - 牛場賢二[1]
- 美術 - 手塚研一[1]
- 編集 - 浦岡敬[1]
- 現像 - 東京現像所[1]
- 製作 - 東海テレビ放送[1]、人間プロ[1]、真船企画[1]